# Шоношское сельское поселение
Шоношское сельское поселение или Муниципальное образование «Шоношское» — упразднённое муниципальное образование  со статусом сельского поселения в Вельском муниципальном районе Архангельской области. 
Соответствует административно-территориальной единице в Вельском районе — Шоношский сельсовет.

## География
Шоношское сельское поселение располагалось на юго-западе Вельского района. На территории поселения выделялись реки: Подюга, Шоноша, Вель. Граничило с Усть-Шоношским сельским поселением.

## История
Постановлением президиума ВЦИК от 10 декабря 1932 года Усть-Подюжский и Якушевский сельсоветы были переданы из Няндомского района в состав Вельского района.
Муниципальное образование было образовано в 2006 году.
1 июня 2016 года Законом Архангельской области от 28 сентября 2015 года № 311-19-ОЗ, муниципальное образование Шоношское было упразднено и объединено с Усть-Шоношским сельским поселением с административным центром в посёлке Усть-Шоноша.

## Население
| \| 2005[9] \| 2010[10] \| 2011[11] \| 2012[12] \| 2013[13] \| 2014[14] \| 2015[15] \| \| ------- \| -------- \| -------- \| -------- \| -------- \| -------- \| -------- \| \| 666 \| ↘551 \| ↘550 \| ↘537 \| ↘515 \| ↘496 \| ↘487 \| \| 2016[3] \| \| \| \| \| \| \| \| ↘466 \| \| \| \| \| \| \| 100 200 300 400 500 600 700 2011 2016 |      |      |      |      |      |      |
| 2005 | 2010 | 2011 | 2012 | 2013 | 2014 | 2015 |
| 666 | ↘551 | ↘550 | ↘537 | ↘515 | ↘496 | ↘487 |
| 2016 |      |      |      |      |      |      |
| ↘466 |      |      |      |      |      |      |

## Состав сельского поселения
| №  | Населённый пункт  | Тип населённого пункта          | Население |
| -- | ----------------- | ------------------------------- | --------- |
| 1  | Берёзово          | деревня                         | →19       |
| 2  | Горночаровская    | деревня                         | →6        |
| 3  | Дьяковская        | деревня                         | →0        |
| 4  | Завелье           | деревня                         | →3        |
| 5  | Заподюжье         | деревня                         | →6        |
| 6  | Зубцовская        | деревня                         | →0        |
| 7  | Каменская         | деревня                         | →0        |
| 8  | Лодейное          | деревня                         | →98       |
| 9  | Мокшенская        | деревня                         | →3        |
| 10 | Нермуша           | деревня                         | →0        |
| 11 | Рылковский Погост | посёлок                         | →28       |
| 12 | Тёмная            | деревня                         | →0        |
| 13 | Усть-Шоноша       | деревня, административный центр | →383      |
| 14 | Шабаново          | деревня                         | →0        |
| 15 | Шоноша            | деревня                         | →17       |